# Metallochlora dotata
Metallochlora dotata là một loài bướm đêm trong họ Geometridae.